# Moisés Arrimadas Esteban
Moisés Arrimadas Esteban   (Salmoral, 1936 - 30 de setembre de 2020) va ser un advocat i polític espanyol, governador civil a les províncies de Cuenca i Albacete durant la dictadura franquista i la Transició.

## Biografia
Es va llicenciar en dret en la Universitat de Salamanca i va ser funcionari del Cos Tècnic de l'Administració civil de l'Estat, així com delegat provincial del Ministeri de l'Habitatge a Cadis des de 1966 i governador civil i cap provincial del Moviment a Conca (1974-1976). Després va ser cap provincial del Movimiento a Albacete (1976-) i governador civil de la província (1976-1978).
Era cosí de Rufino Arrimadas, pare de la política Inés Arrimadas García.